# 资本与金融收支
资本与金融收支（Capital and Financial Account）与经常账户相对，指在国际收支平衡表中，除了贸易和服务产生资金流动以外的资金流动，例如：投资，再投资等，这部分资金由于超越了具体的事项，可能存在极大的风险，对于非自由兑换的货币，政府就会制定相应的管制措施，防止带来外汇的冲击，但放开的趋势是很明显的。
在總體经济学和国际金融中，资本账户记录了投资交易流入经济体的净流量。资本账户和经常账户为国际收支的两个主要组成部分。经常账户反映的是一个国家的净收入，而资本账户反映的是国家资产所有权的净变化。
资本账户中的盈余意味着资金正在流入该国，但与经常账户中的盈余不同，流入的资本实际上代表着借款或资产出售，而不是工作报酬。资本账户赤字意味着资金从该国流出，这表明该国正在增加对外国资产的所有权。
国际货币基金组织（IMF）及其附属机构在使用“资本账户”一词时倾向使用其狭义解释。国际货币基金组织将广义上的资本账户划分为两个项目：金融账户和资本账户，到目前为止，IMF大部分交易都记录在其金融账户中。
- 资本与金融收支

1. 资本收支
2. 金融收支
  1. 直接投资
  2. 证券投资
  3. 其他投资
  4. 储备资产：包括货币性黄金，外汇，在国际货币基金组织中的份额和特别提款权（SDR）